# Josaphat Groleau
Pour les articles homonymes, voir Groleau.

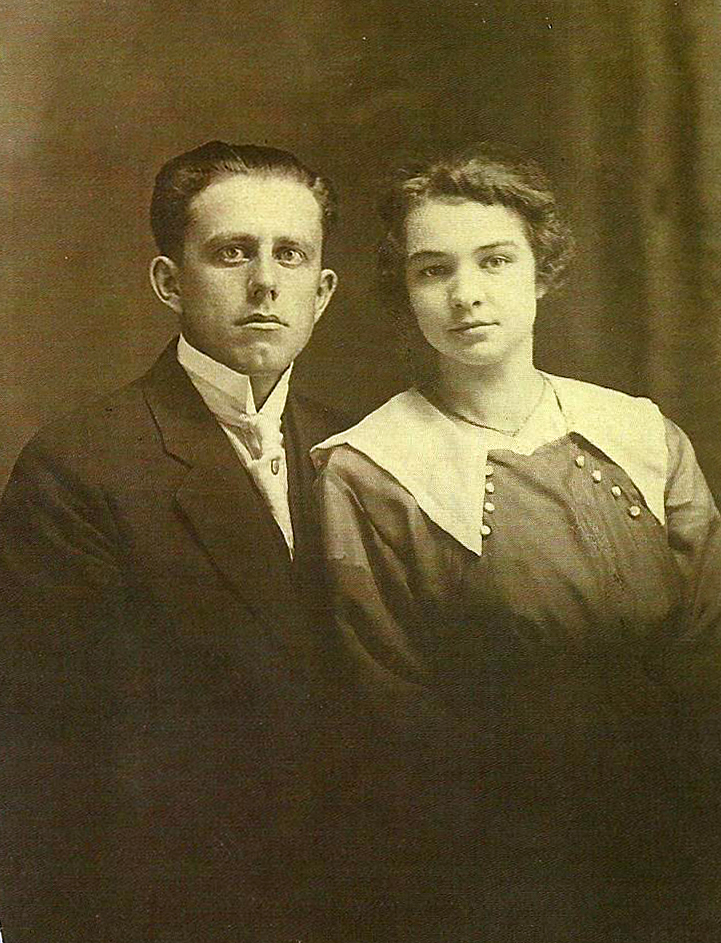
Josaphat Groleau et Rose-Blanche Gervais, 21 avril 1918

Josaphat Groleau (né le 11 avril 1893 à Saint-Tite au Québec et mort le 11 janvier 1993 à Sainte-Thècle) a été un homme d'affaires québécois (Canada), un maire, préfet de comté et président de la Commission scolaire du village de Sainte-Thècle. Son premier mariage a été célébré le 16 avril 1918 en l’église de Sainte-Thècle à Rose-Blanche Gervais (décédée le 22 septembre 1968).
Ce couple compte quinze enfants baptisés à Sainte-Thècle : Joachim (1921-1999), Paul (1922-2006), Normand (1929-), Isabelle (1931-), Berthold (1932-2021), Huguette (1933-2021), Jean-Charles (1934-2017), Réal (1936-2021), Jovette (1937-) et Roger (1939-); morts de maladies infantiles : Elysabeth (1924), Jacqueline (1926-1937), Rolande (1927), Yolande (1929) et Jean-Guy (1930).
En 1970, il se remarie avec Angéline Grenier, veuve de M. Benoît Trudel, qui décédera à son tour en novembre 1981.
La famille de Josaphat Groleau résidait dans la maison sise au 270 rue Saint-Jacques, dans le village de Sainte-Thècle.
Cette maison deviendra par la suite une résidence pour retraités, la "Résidence Josaphat Groleau enr.", puis l'"Auberge Josaphat Groleau".

## Sommaire biographique
Josaphat Groleau fit ses études au collège de Saint-Tite. Suivant le parcours de son père, dans les années 1920, Josaphat Groleau dirige une scierie à Hervey-Jonction.
En 1920, à l'âge de 27 ans, Josaphat Groleau est désigné conseiller à la municipalité du village de Sainte-Thècle.
En 1927, à 34 ans, il exerce le premier de trois mandats comme maire. De 1927 à 1931, la municipalité procède à l'installation du système d'égoûts publics. Les fonds requis sont importants et Josaphat finance lui-même une partie des travaux. L'histoire ne dit pas si ce montant fut donné ou remboursé. On procède à l'ouverture au rouleau de bois des chemins d'hiver, à l'amélioration des mêmes chemins par l'ajout de gravier en été grâce à un octroi du gouvernement provincial. La municipalité signe aussi un contrat de 10 ans avec la Shawinigan Water & Power.
En 1931, Alphé Massicotte prendra le relais à titre de maire. Josaphat doit s'absenter près de trois mois sur les chantiers en Abitibi et ne peut assister aux réunions du conseil municipal. Il ne revient à Sainte-Thècle que pour les fêtes de Noël et à la fin des travaux au printemps. Le Dr Alire Aubin occupera le mandat suivant. En même temps, il exerce le rôle de commissaire scolaire du village de 1935 à 1945.
Josaphat redevient maire pour un deuxième mandat de 1947 à 1955.  Il sera aussi président de la commission scolaire du village du 14 avril 1947 au 13 juin 1949, succédant à l'Abbé Maxime Masson, curé, qui avait occupé cette fonction près de 20 ans. Pendant ce second mandat, en 1948, Groleau & Frères construit près de la gare une manufacture de bois de plancher, un nouveau secteur d'activité pour les frères Groleau. Au cours de son mandat de maire, la municipalité procède à l'achat, en 1951, d'une conduite d'eau de la compagnie d'Acqueduc et construit un réservoir de 250 000 gallons.
Au cours de ce mandat, en 1953, Josaphat perd son frère aîné et associé Arthur. Ses frères Hector, Gérard et Gilles, et son beau-frère Horace l'aideront dans cette épreuve en continuant à l'appuyer dans l'entreprise. Puis, tragiquement, en 1954, l'usine de bois de plancher de Ste-Thècle est la proie des flammes. La reconstruction de celle-ci est à peine commencée que le moulin à scie du Grand lac long (Lac du missionnaire) y passe à son tour en juillet 1955. Josaphat ne baisse pas les bras, il est conscient de l'importance que l'entreprise joue en fournissant du travail dans la région aux ouvriers dont les familles sont nombreuses. Il surmonte les difficultés et fait preuve de résilience.
À la fin de ce second mandat, en 1955, le nouveau maire sera M. Bernard St-Arnaud.
Enfin, de 1960 à 1965 commence son troisième mandat de maire à l'âge de 67 ans. La municipalité procède à l'ouverture de la rue Bédard, améliore les installations sportives (terrain de base-ball) et construit en 1963 son hôtel de ville. Cet hôtel de ville deviendra plus tard la Caserne de pompiers de Sainte-Thècle qui porte aujourd'hui le nom d'Édifice Josaphat Groleau. Il terminera sa carrière publique dans la fonction de préfet de comté (à la Corporation municipale des comtés de Champlain-Laviolette) où il sera nommé le 12 juin 1963.
Parmi ses fonctions publiques, Josaphat Groleau était en 1944, avec Jeffrey Veillette, directeur du conseil de l'Association forestière québécoise inc. (cercle régional Saint-Maurice). Il sera aussi nommé gouverneur de l'Université Laval de Québec. Il est également membre fondateur du conseil 2817 des Chevaliers de Colomb de Sainte-Thècle, fondé en 1940. Le 5 mars 1960, une fête spéciale est organisée en hommages à Josaphat Groleau, avec un buffet à l'Hôtel Laviolette; il occupe alors la fonction de gouverneur de la Chambre de commerce des jeunes de Sainte-Thècle.
Il a été membre honoraire de la Commission du centenaire de Sainte-Thècle dont les festivités se sont déroulées en 1973-1974. Il a aussi été président de la Chambre de commerce des jeunes de Sainte-Thècle.
À la suite de son décès, le Conseil municipal de Sainte-Thècle lui a rendu un hommage en page de nécrologie du quotidien Le Nouvelliste pour son implication sociale et économique manifestée tout au long de sa vie. Le 17 août 2008, la municipalité désigne la caserne municipale (rue St-Gabriel) "édifice Josaphat Groleau" en son honneur et le nomme aussi "Grand bâtisseur".

## Historique de l'entreprise familiale
Théodore Groleau et Fils
Cultivateur à Saint-Tite, Théodore Groleau (marié à Amanda Carpentier) est arrivé en 1897 à Sainte-Thècle avec sa famille afin d'être plus près de ses affaires de chantier; il exécuta des contrats de coupe de bois jusqu'en 1913. Il constitua en 1913 avec ses fils Josaphat et Arthur (1892-1953) la Société Théodore Groleau et fils. Il établit à Sainte-Thècle une industrie de coupe de bois; il embauchait une centaine de travailleurs à l'année longue. Depuis 1903, quatre générations ont œuvré dans l'exploitation des entreprises de la famille Théodore Groleau. Ces entreprises ont toujours été liées à la coupe, au sciage et au commerce du bois.
De 1913 à 1918, l'entreprise obtient des contrats avec la Belgo (Consolidated Paper Corporation) de Shawinigan. En 1919, exécute un important contrat en Ontario pour la coupe de bûches et la production de dormants servant à la construction de chemins de fer. Puis la société Théodore Groleau et Fils a travaillé sous contrat durant 11 ans (de 1920 à 1931) avec la Canadian International Paper (C.I.P.),.
Après une vie active en affaire, Théodore prit sa retraite en 1931; jusque là, les activités d'affaires se faisait sous la dénomination Théodore Groleau et Fils.
Groleau et Frères Ltée
Deux de ses fils, Josaphat et Arthur Groleau, prennent la relève et forment la société Groleau et Frères en 1933. La mission première de cette nouvelle entreprise était la coupe de bois de pulpe pour alimenter les moulins à papier de la Mauricie. Les fils d'Arthur, Alcide et Armand, leur frère Gérard et le fils de Josaphat Paul occuperont des fonctions sur les chantiers. Paul, alors âgé de 20 ans, sera responsable de la comptabilité.
En 1938, à une époque où les capitaux se font rares, ils entreprennent la coupe du bois franc et construisent un moulin à scie au lac du Missionnaire (connu à cette époque sous le nom de "Grand Lac Long") dans la municipalité de Lac-aux-Sables. La machinerie du moulin aura été achetée auprès d'une industrie en faillite. L'entreprise employait alors 60 hommes en hiver dans les chantiers et plus de 25 en été au moulin à scie.
Groleau et Fils
En 1941, Josaphat lance une nouvelle entreprise sous le nom "Matthieu & Groleau", un moulin à scie à Saint-Roch-de-Mékinac, qui sera renommée Josaphat Groleau & Fils en 1943 quand il en devient l'unique propriétaire. Cette entreprise portera ce nom jusqu'en 1966, quand il prend sa retraite et que Joachim en devient propriétaire. Le nom devient alors J. Groleau & Fils Ltée. Normand Groleau, son frère, le secondera à la tête de l'entreprise. Cette scierie sera localisée à deux milles environ au nord du village de Saint-Roch, sur la rive du Saint-Maurice. Elle produira annuellement environ deux millions de pieds de bois qui sera principalement vendu à Groleau Inc. de Sainte-Thècle, aux Meubles St-Barthelemy et à bon nombre de distributeurs de bois de construction de la région . Elle sera vendue en 1980, peu de temps avant que ne commencent les problèmes avec la Coalition for Fair Lumber Imports américaine en octobre 1982.
Groleau Inc.
Le 12 mai 1948, la société Groleau inc. est constituée par Josaphat, Arthur (contracteur de bois) et Paul Groleau (comptable). En 1948, Groleau inc commence l'exploitation d'une manufacture de bois francs à plancher en lattes face à la gare ferroviaire de Sainte-Thècle. Une publicité corporative du 18 juillet 1948 dans Le Nouvelliste indique que Groleau inc. produit quotidiennement 12 000 pieds de bois de plancher dur de merisier. L'usine comportant alors un séchoir d'une capacité totale de 40 000 pieds de bois dur.

L'usine du village sera complètement détruite par le feu en mars 1954. Dès octobre 1955, la production reprend. En juillet 1955, le moulin à scie du lac du Missionnaire est incendié et est rebâti à côté de la manufacture au village de Sainte-Thècle. Entre temps, la société Groleau & Frères Ltée obtient ses lettres patentes le 27 juillet 1951.
En mars 1964, Paul Groleau succède à son père à la direction de l'entreprise. L'entreprise ajoute alors une ligne de parquet mosaïque tout en conservant la ligne de plancher en latte. Dès novembre 1965, la Cie Groleau Inc. devient le cinquième manufacturier de parqueterie du Québec. Détruite par un incendie en 1973, la scierie du village est reconstruite et la production revient à la normale dès octobre 1973.
Expansion hors de la Moyenne-Mauricie
À partir de 1977, la production se transpose à l'extérieur de la région en achetant: une bâtisse à Compton (Canton de l'Est) servant à la fabrication de parquet mosaïque, une bâtisse à Louiseville (1983) pour y installer une ligne de production de parquet mosaïque ainsi qu'une ligne de plancher en lames vernis en usine, et un complexe industriel à Saint-Mathieu-de-Beloeil (1992) servant de centre de distribution. L'entreprise y fabrique aussi du plancher verni en usine et y sèche une grande quantité de bois. En 2002, la fabrication du parquet en mosaïque a été transféré de Compton vers Louiseville.
L'entreprise cesse ses opérations de Sainte-Thècle en 2005. La bâtisse de l'usine du village de Sainte-Thècle a été racheté en 1910 par une nouvelle société "Entreprises Sainte-Thècle inc" afin de l'exploiter pour la production du bois de chauffage ensaché, du bois d'allumage et du bois de chauffage sur palettes. À regret, un incendie détruisit le 25 juillet 2012 entièrement cette bâtisse industrielle.